# Noticia de un secuestro
Noticia de un secuestro (1996) és un llibre de l’escriptor colombià Gabriel García Márquez. Està basat en la història real del segrest de figures prominents de Colòmbia durant l'època del narcoterrorisme a començament dels anys noranta amb l'autoria de Los Extraditables.

## Personatges
1. Padre García Herreros: Participa en una trobada amb Pablo Escobar.
2. Maruja Pachón: directora general de Focine i cunyada de Luis Carlos Galán. És segrestada per Los Extraditables. És posteriorment alliberada abans del noticiari de les 7.
3. Alberto Villamizar: espòs de Maruja. Polític i diplomàtic. Cerca l'alliberament de la seva esposa mediant entre el govern i Pablo Escobar.
4. Beatriz Villamizar: assistent personal de Focine i cunyada de Maruja, amb qui és segrestada.
5. Marina Montoya: germana del secretari general de la presidència durant el govern de Virgilio Barco, segrestada pels Extraditables dos mesos abans de Maruja i Beatriz. Mor a les mans dels seus captors.
6. Francisco Santos: redactor cap del diari El Tiempo. Segrestat i posteriorment alliberat abans del noticiari de les 9.30.
7. Diana Turbay: directora del noticiari de televisió Criptón i de la revista Hoy x Hoy; i filla de l'expresident de la república i cap màxim del Partit Liberal Juli Cèsar Turbay. És segrestada al costat del seu equip periodístic i mor durant un enfrontament entre els seus captors i la policia.
8. Richard Becerra: camerògraf i membre de l'equip de Diana. És segrestat i posteriorment alliberat.
9. Orlando Acevedo: camerògraf i membre de l'equip de Diana.
10. Hero Buss: periodista alemany i membre de l'equip de Diana. És segrestat i posteriorment alliberat.
11. Pablo Escobar: narcotraficant, cap del Cartel de Medellín i del grup conegut com Los Extraditables.
12. César Gaviria: president de la república.
13. Hernando Santos Castillo: Pare de Francisco Santos i director d’El Tiempo. Intenta aconseguir l'alliberament del seu fill mediant entre el govern i Pablo Escobar en nom del grup dels Notables.
14. Nydia Quintero de Balcázar: Mare de Diana Turbay. Cerca l'alliberament de la seva filla intercedint davant el govern.
15. Doctor: Només apareix una vegada en la història, res més.

### Sèrie de TV
El 12 d'agost de 2022 es va estrenar la sèrie de televisió per al servei de streaming Prime Video, protagonitzada per Cristina Umaña en el paper de Maruja Pachón, Juan Pablo Raba com Alberto Villamizar i Majida Issa com Diana Turbay, sota la direcció de Julio Jorquera Arriagada i Andrés Wood sent una coproducció entre Xile i Colòmbia, adaptació del llibre homònim en 6 capítols.

## Pel·lícula
El 2008 es va anunciar que l'obra seria portada al cinema en una coproducció de Mèxic, Colòmbia, Argentina i Espanya, amb un guió adaptat per Aída Bortnik i dirigida pel mexicà Pedro Pablo Ibarra. Mesos després es va anunciar que es rodaria en 2009 i que l'actriu mexicana Salma Hayek interpretaria a Maruja Pachón. Altres actors confirmats serien Javier Bardem, Benicio del Toro i Victoria Abril.